# Кучеглава змия
Кучеглавата змия (Cerberus rynchops) е вид змия от семейство Смокообразни (Colubridae).

## Разпространение
Видът е разпространен в Австралия, Бангладеш, Виетнам, Източен Тимор, Индия, Индонезия, Камбоджа, Малайзия, Мианмар, Палау, Сингапур, Тайланд, Филипини и Шри Ланка.